# Lodewijk IV van Loon
Lodewijk IV (gest. 22 januari 1336) was graaf van het graafschap Loon en Chiny van 1323 tot 1336. Hij volgde zijn vader Arnold op. Hij had de toestemming van zijn suzerein, Adolf II van der Mark, prins-bisschop van Luik.
Hij steunde de prins-bisschop in de conflicten met zijn onderdanen onder meer toen de Luikenaren op 4 februari 1325 het kasteel van Momalle aanvielen. Lodewijk stuurde ruiterij en voetvolk. Later bemiddelde hij in het conflict tussen Adolf en de Luikenaren.
Lodewijk was voogd van de steden Luik, Tongeren en Sint-Truiden. Hij verzoende zich met die steden tijdens de periode van rust die aanbrak als gevolg van de nederlaag die de Luikenaren te Hoeselt leden en de vrede van Wihogne die nadien ondertekend werd.
Hij was gehuwd met Margareta, de dochter van Theobald II van Lotharingen maar overleed kinderloos in 1336, waarna er een dispuut ontstond wie het graafschap Loon zou erven. Pretendenten waren o.a. Arnold van Rummen, Godfried van Dalenbroek en Diederik van Heinsberg. Alleen Diederik werd graaf van Loon.

## Voorouders
| Voorouders van Lodewijk IV van Loon | Voorouders van Lodewijk IV van Loon                            | Voorouders van Lodewijk IV van Loon                            | Voorouders van Lodewijk IV van Loon                                | Voorouders van Lodewijk IV van Loon                                | Voorouders van Lodewijk IV van Loon                                     | Voorouders van Lodewijk IV van Loon                                     | Voorouders van Lodewijk IV van Loon                                     | Voorouders van Lodewijk IV van Loon                                     |
| ----------------------------------- | -------------------------------------------------------------- | -------------------------------------------------------------- | ------------------------------------------------------------------ | ------------------------------------------------------------------ | ----------------------------------------------------------------------- | ----------------------------------------------------------------------- | ----------------------------------------------------------------------- | ----------------------------------------------------------------------- |
| Overgrootouders                     | Arnold IV van Loon (-1273) ∞ Johanna van Chiny (1205-1271)     | Arnold IV van Loon (-1273) ∞ Johanna van Chiny (1205-1271)     | Willem IV van Gulik (1210–1278) ∞ Margaretha van Gelre (1235-1266) | Willem IV van Gulik (1210–1278) ∞ Margaretha van Gelre (1235-1266) | Hendrik I van Vianden (1188-1252) ∞ ? (-)                               | Hendrik I van Vianden (1188-1252) ∞ ? (-)                               | Godried van Leuven-Perwijs (1190-1253) ∞ ? (-)                          | Godried van Leuven-Perwijs (1190-1253) ∞ ? (-)                          |
| Grootouders                         | Jan van Loon (–1279) ∞ Mathilde van Gullik (1235-1266)         | Jan van Loon (–1279) ∞ Mathilde van Gullik (1235-1266)         | Jan van Loon (–1279) ∞ Mathilde van Gullik (1235-1266)             | Jan van Loon (–1279) ∞ Mathilde van Gullik (1235-1266)             | Filips I van Vianden (1216–1273) ∞ Maria van Leuven-Perwijs (1219-1289) | Filips I van Vianden (1216–1273) ∞ Maria van Leuven-Perwijs (1219-1289) | Filips I van Vianden (1216–1273) ∞ Maria van Leuven-Perwijs (1219-1289) | Filips I van Vianden (1216–1273) ∞ Maria van Leuven-Perwijs (1219-1289) |
| Ouders                              | Arnold V van Loon (-1328) ∞ Margaretha van Vianden (1246-1316) | Arnold V van Loon (-1328) ∞ Margaretha van Vianden (1246-1316) | Arnold V van Loon (-1328) ∞ Margaretha van Vianden (1246-1316)     | Arnold V van Loon (-1328) ∞ Margaretha van Vianden (1246-1316)     | Arnold V van Loon (-1328) ∞ Margaretha van Vianden (1246-1316)          | Arnold V van Loon (-1328) ∞ Margaretha van Vianden (1246-1316)          | Arnold V van Loon (-1328) ∞ Margaretha van Vianden (1246-1316)          | Arnold V van Loon (-1328) ∞ Margaretha van Vianden (1246-1316)          |
| Lodewijk IV van Loon (-1336)        |                                                                |                                                                |                                                                    |                                                                    |                                                                         |                                                                         |                                                                         |                                                                         |

Frank DECAT, Heren van de Euregio. Hoe Loon en zijn graven het Middeleeuwse Maas-Rijngebied mee vorm gaven. 1150-1300.
In: Limburg – Het Oude Land van Loon, jg. 95, 2016, blz. 199-245.